# 오스트리아 프라우엔리가
오스트리아 프라우엔리가(독일어: ÖFB-Frauenliga)는 오스트리아의 여자 축구 최상위 리그이다. 1973년에 설립되었으며, 현재 10개 클럽이 참가한다. 오스트리아 축구 연맹(ÖFB)이 주관하며, 하위 리그로는 2. 프라우엔리가(2. Frauenliga)가 있다.

## 진행 방식
오스트리아 프라우엔리가는 홈 앤 어웨이 방식의 리그전으로 진행되며 한 팀당 18경기를 치른다. 오스트리아 프라우엔리가에서 10위를 기록한 팀은 2. 프라우엔리가로 강등되고 2. 프라우엔리가에서 1위를 기록한 팀은 오스트리아 프라우엔리가로 승격된다. 1위를 차지한 팀은 UEFA 여자 챔피언스리그 본선에 직행하고, 2위를 차지한 팀은 UEFA 여자 챔피언스리그 예선 라운드부터 참가한다.

## 2019-20 시즌 참가 팀
- FC 베르크하임 (FC Bergheim) - 잘츠부르크주 베르크하임
- FC 쥐트부르겐란트 (FC Südburgenland) - 부르겐란트주 오버바르트
- FC 바커 인스브루크 (FC Wacker Innsbruck) - 티롤주 인스브루크
- FFC 포어데를란트 (FFC Vorderland) - 포어아를베르크주 줄츠
- FK 아우스트리아 빈/USC 란트하우스 빈 (FK Austria Wien/USC Landhaus Wien) - 빈
- SK 슈투름 그라츠 (SK Sturm Graz) - 슈타이어마르크주 그라츠
- SKN 장크트푈텐 프라우엔 (SKN St. Pölten Frauen) - 니더외스터라이히주 장크트푈텐
- SKV 알텐마르크트 (SKV Altenmarkt) - 니더외스터라이히주 알텐마르크트안데어트리에스팅
- SV 호른 (SV Horn) - 니더외스터라이히주 호른
- SV 노이렝바흐 (SV Neulengbach) - 니더외스터라이히주 노이렝바흐